# Poděšín
Poděšín település Csehországban, a Žďár nad Sázavou-i járásban. Poděšín Polná, Rudolec, Sirákov és Nížkov településekkel határos. Lakosainak száma 264 fő (2024. január 1.).

## Népesség
A település lakosságának változását az alábbi diagram mutatja:
| Lakosok száma | 363  | 387  | 378  | 296  | 208  | 240  | 253  | 248  | 253  | 264  |
|               | 1869 | 1900 | 1921 | 1961 | 1980 | 2011 | 2016 | 2019 | 2021 | 2024 |